# Katarzyna Zaborowska
Katarzyna Zaborowska (z domu Borycka; ps. „Kaśka spod Łysicy”; ur. 25 grudnia 1879 w Wilkowie, zm. 5 maja 1967 tamże) – polska poetka ludowa, tworząca w gwarze świętokrzyskiej, przedstawicielka ustnej twórczości ludowej.
Utwory Zaborowskiej kontynuują tradycje ludowej pieśni, zwłaszcza pieśni religijnej (bliskie sąsiedztwo klasztoru w Świętej Katarzynie). Ponadto sławią świętokrzyską przyrodę i lokalnych bohaterów (M. Langiewicz, S. Żeromski), a także mają charakter patriotyczny, satyryczny i okolicznościowy.
Katarzyna Zaborowska pochodziła z rodziny małorolnych chłopów, całe życie pracowała na roli. Z powodu trudnej sytuacji materialnej rodziny, od siódmego roku życia była na tzw. „wychowku” u bezdzietnego małżeństwa z Wilkowa. Do szkoły nigdy nie chodziła, sama nauczyła się czytać. Pisać nie umiała. W wieku 23 lat wyszła za mąż za chłopa z Wilkowa Jana Zaborowskiego. Miała ośmioro dzieci, z których wychowało się czworo.
Wiersze układała od piętnastego roku życia. W czasie II wojny światowej, pierwszą próbę spisania patriotycznych utworów Zaborowskiej podjęła jej córka – Józefa. Wiersze te nie były przechowywane w domu, zostały ukryte w jednym z uli przydomowej pasieki. Wkrótce jednak ul został obrabowany – wraz z miodem zginął również szkolny zeszyt z poezją Zaborowskiej.
Po raz pierwszy utwory Zaborowskiej zostały wydrukowane w czasopiśmie Literatura Ludowa w 1957 w artykule Wandy Pomianowskiej zatytułowanym Pieśń spod Łysicy, następnie w Tygodniku Kulturalnym i Zielonym Sztandarze. Poezja Zaborowskiej została włączona również do antologii: Wiersze proste jak życie (1966, w oprac. R. Rosiaka), Antologia współczesnej poezji ludowej (1967, 1972, w oprac. J. Szczawieja), Wieś tworząca (1968, w oprac. E. i R. Rosiaków).
Twórczości poetki został także poświęcony film produkcji Telewizji Polskiej w reżyserii Krystyny Widerman pt. Echa spod Łysicy (1969).
W 1978 nakładem Ludowej Spółdzielni Wydawniczej wydano tom poezji Katarzyny Zaborowskiej pn. O ojczyznę troska, w opracowaniu W. Pomianowskiej.
Katarzyna Zaborowska wraz z Marią Cedro-Biskupową, Janem Cedro oraz Rozalią i Wojciechem Grzegorczykami zaliczana jest do patronów Szkoły im. Poetów Doliny Wilkowskiej w Świętej Katarzynie.